# Giuseppe Prezzolini
Giuseppe Prezzolini (Perugia, 1882. január 22. – Lugano, 1982. július 14.) olasz író, újságíró és kritikus.

## Munkássága
Giovanni Papinivel közösen alapította meg a Leonardo és a La Voce c. folyóiratokat. Jelentős fiatalkori műve: La cultura italiana (1906), melyben az intellektualizmus képviselőjének mutatkozik. Vonzalmat érez a német miszticizmushoz, forrongó, forradalmár, vallásellenes, politikában pedig erősen nacionalista; erről több műve is tanúskodik. Avantgardista harcai után a fasizmus egyik ideológusa lett. Kritikai tanulmányai: II cattolicismo rosso, Vecchio e nuovo nazionalismo, Amici, La vita di N. Machiavelli.